# Andersonstown
Andersonstown je jihozápadní předměstí Belfastu, hlavního města Severního Irska. Nachází se na úpatí kopce Black Mountain a s centrem města je spojuje ulice Falls Road. V roce 2008 zde žilo 5064 obyvatel. Andersonstown patří do volebního obvodu West Belfast.
Jde o dělnickou čtvrť, kde se většina obyvatel hlásí k římskokatolické církvi. V době konfliktu v Severním Irsku byl Andersonstown baštou stoupenců irského republikanismu, kvůli množství násilností vznikla základna britské armády, známá jako Silver City, zrušená v roce 2005. Vychází zde list Andersonstown News, který zastává zájmy severoirských katolíků.  
Na předměstí sídlí fotbalový klub Donegal Celtic FC.